# Coteau de Montaigu
Pour les articles homonymes, voir Montaigu.
Le coteau de Montaigu est une colline de 247 mètres d’altitude située sur la commune de Villers-Patras dans le département de la Côte-d'Or en France. 

## Statut
Le site est classé Zone naturelle d'intérêt écologique, faunistique et floristique de type I, sous le numéro régional n°10210000. 

## Description
Le coteau de Montaigu domine la vallée de la Seine, à l’ouest de Villers-Patras. Les pentes marneuses sont couvertes d’une pelouse caractéristique de ce niveau géologique du Châtillonnais.

## Flore
Les marnes sont occupées par des pelouses à centaurée jaune, Blackstonia perfoliata, de lin de France Linum leonii, de gentianes et d’orchidées.